# Rachel Weisz
Rachel Hannah Weisz (Londres, 7 de març de 1970) és una actriu i model anglesa. El seu reconeixement internacional va arribar després d'interpretar l'Evelyn "Evy" Carnahan-O'Connell a la saga de The Mummy. Però, va ser el 2005 quan, gràcies a The Constant Gardener, va rebre els primers premis cinematogràfics, entre els quals destaca l'Oscar a la millor actriu secundària.

## Biografia
Weisz va néixer a Westminster, Anglaterra, i va créixer al suburbi d'Hampstead Garden. La seva mare, Edith Ruth (de soltera Teich), és professora i després psicoterapeuta nascuda a Viena, Àustria. El seu pare, George Weisz, és un inventor i enginyer hongarès. Els pares de Weisz es van traslladar a Anglaterra durant la Segona Guerra Mundial. El pare de Weisz és jueu i la seva mare era catòlica
 o jueva. La seva tia és la científica Olga Kennard.
Weisz va créixer en una "llar cerebralment jueva" i es refereix a si mateixa com jueva. Weisz té una germana, Minnie Weisz, que és artista.
Weisz es va educar en el North London Collegiate School. Més tard va ingressar a la Benenden School i després es va matricular a la St Paul's Girls School. Va ingressar al Trinity Hall de la Universitat de Cambridge, on es va graduar en literatura anglesa amb una qualificació 2:1. Durant els seus anys universitaris va aparèixer a diverses produccions estudiantils, sent cofundadora el grup teatral estudiantil Cambridge Talking Tongues, la qual va guanyar el Guardian Student Drama Award en el Festival d'Edimburg gràcies a una improvisació anomenada  Slight Possession.

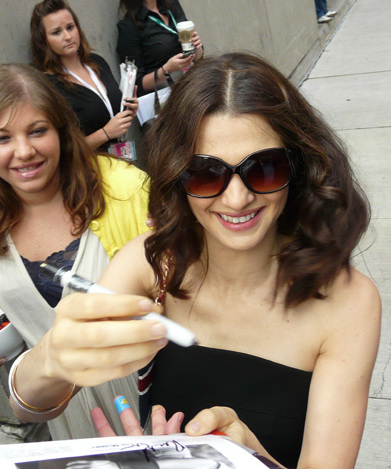
Weisz firmant autògrafs després de la conferència de prensa de la pel·lícula The Brothers Bloom en el Festival Internacional de Cinema de Toronto de 2008.

Després de treballar inicialment en la televisió, Weisz va començar la seva carrera en el cinema el 1996 al film de Bernardo Bertolucci, Bellesa robada. El 2001 tornaria al teatre, al paper d'Evelyn a The Shape of Things.
Es va fer coneguda pels films The Mummy, la seva seqüela The Mummy Returns i Enemic a les portes. El seu paper a Constantine va ser un dels últims de tipus «comercial» abans del seu pas a un tipus de cinema amb més rerefons.
El 2006 Rachel Weisz va guanyar l'oscar a la millor actriu secundària pel seu paper de Tessa Quayle a la pel·lícula The Constant Gardener de Fernando Meirelles.
Weisz no va poder participar en la pel·lícula La mòmia: La tomba de l'emperador drac. Va protagonitzar la pel·lícula Agora del director Alejandro Amenábar, interpretant el paper d'Hipàcia.
Weisz també és com una musa per al dissenyador de moda Narciso Rodriguez.

## Filmografia
Filmografia:
| Any  | Pel·lícula                                                    | Director             | Personatge                               |
| ---- | ------------------------------------------------------------- | -------------------- | ---------------------------------------- |
| 1995 | La màquina de la mort (Death Machine)                         | Stephen Norrington   | Executiva Junior                         |
| 1996 | Chain Reaction                                                | Andrew Davis         | Dra. Lily Sinclair                       |
| 1996 | Bellesa robada (Stealing Beauty)                              | Bernardo Bertolucci  | Miranda Fox                              |
| 1997 | Bent                                                          | Sean Mathias         | Prostituta                               |
| 1997 | Going All the Way                                             | Mark Pellington      | Marty Pilcher                            |
| 1997 | Swept from the Sea                                            | Beeban Kidron        | Amy Foster                               |
| 1998 | Et desitjo (I Want You)                                       | Michael Winterbottom | Helen                                    |
| 1998 | The Land Girls                                                | David Leland         | Ag (Agapanthus)                          |
| 1999 | The Mummy                                                     | Stephen Sommers      | Evelyn "Evy" Carnahan                    |
| 1999 | Sunshine                                                      | István Szabó         | Greta                                    |
| 2000 | Beautiful Creatures                                           | Bill Eagles          | Petula                                   |
| 2000 | This Is Not an Exit: The Fictional World of Bret Easton Ellis | Gerald Fox           | Lauren Hynde                             |
| 2001 | Enemic a les portes (Enemy at the Gates)                      | Jean-Jacques Annaud  | Tania Chernova                           |
| 2001 | The Mummy Returns                                             | Stephen Sommers      | Evelyn "Evy" Carnahan/Princesa Nefertiti |
| 2002 | Un nen gran (About a Boy)                                     | Chris i Paul Weitz   | Rachel                                   |
| 2003 | The Shape of Things                                           | Neil LaBute          | Evelyn Ann Thompson                      |
| 2003 | Confidence                                                    | James Foley          | Lily                                     |
| 2003 | Runaway Jury                                                  | Gary Fleder          | Marlee                                   |
| 2004 | Enveja (Envy)                                                 | Barry Levinson       | Debbie Dingman                           |
| 2005 | Constantine                                                   | Francis Lawrence     | Angela Dodson/Isabel Dodson              |
| 2005 | The Constant Gardener                                         | Fernando Meirelles   | Tessa Quayle                             |
| 2006 | The Fountain                                                  | Darren Aronofsky     | Isabel/Izzi Creo                         |
| 2006 | Eragon                                                        | Stefen Fangmeier     | Safira                                   |
| 2007 | Fred Claus                                                    | David Dobkin         | Wanda                                    |
| 2007 | My Blueberry Nights                                           | Wong Kar Wai         | Sue Lynne Copeland                       |
| 2008 | Definitely, Maybe                                             | Adam Brooks          | Summer Hartley (Natasha)                 |
| 2008 | The Brothers Bloom                                            | Rian Johnson         | Penelope Stamp                           |
| 2009 | Agora (Agora)                                                 | Alejandro Amenábar   | Hipàcia                                  |
| 2009 | The Lovely Bones                                              | Peter Jackson        | Abigail Salmon                           |
| 2010 | La veritat oculta (The Whistleblower)                         | Larysa Kondracki     | Kathryn Bolkovac                         |
| 2011 | The Deep Blue Sea                                             | Terence Davies       | Hester Collyer                           |
| 2011 | 360                                                           | Fernando Meirelles   | Rose                                     |
| 2011 | Page Eight                                                    | David Hare           | Nancy Pierpan                            |
| 2011 | Dream House                                                   | Jim Sheridan         | Libby Atenton                            |
| 2012 | The Bourne Legacy                                             | Tony Gilroy          | Dra. Marta Shearing                      |
| 2013 | Oz: The Great and Powerful                                    | Sam Raimi            | Evanora                                  |
| 2015 | Llagosta                                                      | Yorgos Lanthimos     | Dona amb poca visió                      |
| 2015 | La giovinezza                                                 | Paolo Sorrentino     | Lena Ballinger                           |
| 2016 | The Light Between Oceans                                      | Derek Cianfrance     | Hannah Roennfeldt                        |
| 2016 | Complete Unknown                                              | Joshua Marston       | Alice Manning                            |
| 2016 | Negació (Denial)                                              | Mick Jackson         | Deborah Lipstadt                         |
| 2017 | The Mercy                                                     | James Marsh          | Clare Crowhurst                          |
| 2017 | My cousin Rachel                                              | Roger Michell        | Rachel Ashley                            |
| 2017 | Disobedience                                                  | Sebastián Lelio      | Ronit Krushka                            |
| 2018 | The Favourite                                                 | Yorgos Lanthimos     | Sarah Churchill                          |
| 2020 | Black Widow                                                   | Cate Shortland       | Melina Vostokoff/ La Dama de Ferro       |

## Premis

### Oscar
| Any  | Categoria                | Pel·lícula            | Resultat   |
| ---- | ------------------------ | --------------------- | ---------- |
| 2006 | Millor actriu secundària | The Constant Gardener | Guanyadora |

### Globus d'Or
| Any  | Categoria                | Pel·lícula            | Resultat   |
| ---- | ------------------------ | --------------------- | ---------- |
| 2006 | Millor actriu secundària | The Constant Gardener | Guanyadora |
| 2013 | Millor actriu dramàtica  | The Deep Blue Sea     | Candidata  |

### BAFTA
| Any  | Categoria     | Pel·lícula            | Resultat  |
| ---- | ------------- | --------------------- | --------- |
| 2005 | Millor actriu | The Constant Gardener | Candidata |

### Premis Goya
| Any  | Categoria     | Pel·lícula | Resultat  |
| ---- | ------------- | ---------- | --------- |
| 2009 | Millor actriu | Agora      | Candidata |